# Ruszlana Korsunova
Ruszlana Korsunova (orosz betűkkel Руслана Коршунова; Alma-Ata, 1987. július 2. – Manhattan, 2008. június 28.) kazahsztáni születésű orosz nemzetiségű modell volt.

## Pályafutása
Folyékonyan beszélt oroszul, angolul és németül. 2003-ban fedezte fel az All Asia magazin, amikor az alma-atai német klubról cikkeztek, ahol Ruszlana akkoriban fellépett. A fotója, ami a cikkben szerepelt, felkeltette Debbie Jones érdeklődését, aki leszerződtette az akkor 15 éves Ruszlanát.
Ruszlana az IMG modellügynökség (New York, Párizs, London és Milánó), a Beatrice (Milánó), a Traffic Models (Barcelona), a Marilyn Models és az iCasting Moscow (Moszkva) modelljeként szerepelt. Az iCasting amúgy az anyja ügynöksége volt. Az Elle (Franciaország), a Vogue (Lengyelország és Oroszország) magazinok címlapján szerepelt.

## Halála
Ruszlana kb. éjjel 2:30 körül halt meg 2008. június 28-án, miután kizuhant egy manhattani üzleti negyedben található épület kilencedik emeletéről, jelentették az újságok. Egy szemtanú látta szombaton, amint kiugrik. A rendőrség szerint nem volt nyoma dulakodásnak a szobájában, úgy tűnik, a modell öngyilkos lett.
Egyik barátja, aki a The New York Postnak nyilatkozott, azt mondta, hogy Ruszlana épp Párizsból tért vissza egy fotózásról. Azt mondta, úgy látta, Ruszlana a világ tetején érzi magát, fel van dobva, semmi nyomát nem látta, hogy öngyilkosságra készülne. Ruszlana korábbi barátja, Artyom Percsenok tette ki őt pár órával korábban a háza előtt, miután együtt nézték meg a Ghost című filmet. Jó ember volt – mondta a  The New York Postnak. Bár úgy tűnt, mintha össze lett volna törve a szíve, és néha mérgesnek tűnt. Ruszlana legtöbbet mondó nyilatkozata három hónappal azelőttről származott: Annyira elveszett vagyok. Meg fogom valaha találni önmagam?

## Külső hivatkozások
- Origo.hu: Kizuhant a kilencedikről egy topmodell

## Fordítás
- Ez a szócikk részben vagy egészben  a   Ruslana Korshunova című angol Wikipédia-szócikk ezen változatának fordításán alapul.  Az eredeti cikk szerkesztőit annak laptörténete sorolja fel. Ez a jelzés csupán a megfogalmazás eredetét és a szerzői jogokat jelzi, nem szolgál a cikkben szereplő információk forrásmegjelöléseként.